# Ploceus dichrocephalus
Ploceus dichrocephalus е вид птица от семейство Ploceidae.

## Разпространение
Видът е разпространен в Етиопия, Кения и Сомалия.